# Liste der Kulturdenkmäler in Langwieden
In der Liste der Kulturdenkmäler in Langwieden sind alle Kulturdenkmäler der rheinland-pfälzischen Ortsgemeinde Langwieden aufgeführt. Grundlage ist die Denkmalliste des Landes Rheinland-Pfalz (Stand: 21. Juli 2023).

## Einzeldenkmäler
| Bezeichnung            | Lage                        | Baujahr         | Beschreibung | Bild                           |
| ---------------------- | --------------------------- | --------------- | --- | ------------------------------ |
| Hofanlage              | Eckstraße 2 Lage            | 1867            | Hakenhof; eingeschossiges Wohnhaus, 1867, Scheune teilweise Fachwerk | BW                             |
| Hofanlage              | Hauptstraße 1 Lage          | um 1830         | Hakenhof; klassizistisches Einfirsthaus, um 1830; Ortseingangssituation | BW                             |
| Protestantische Kirche | Hauptstraße 2 Lage          | 14. Jahrhundert | ehemals St. Bartholomäus; romanischer Chorflankenturm und Maßwerkfenster aus dem 14. Jahrhundert, Langhaus wohl vom Anfang des 19. Jahrhunderts erweitert; in der Ostseite Viergötterstein | weitere Bilder Fotos hochladen |
| Hofanlage              | Hauptstraße 8 Lage          | 1845            | Hakenhof; eingeschossiges Einfirsthaus, 1845 | BW                             |
| Hofanlage              | Hauptstraße 13 Lage         | 17. Jahrhundert | Hofanlage; barockes Fachwerkhaus, im Kern wohl aus dem 17. Jahrhundert, Scheune bezeichnet 1882                                                                                            | BW                             |
| Haustür                | Hauptstraße, an Nr. 15 Lage | 1825            | klassizistisches Haustürblatt, 1825 | BW                             |

## Ehemalige Kulturdenkmäler
| Bezeichnung | Lage               | Baujahr | Beschreibung | Bild |
| ----------- | ------------------ | ------- | --- | ---- |
| Hofanlage   | Hauptstraße 4 Lage | 1791    | Dreiseithof; spätbarockes Wohnhaus, bezeichnet 1791, barocke Scheune; aus Denkmalliste gelöscht und durch Neubauten ersetzt | BW   |